# The Terminators
The Terminators is een Amerikaanse film uit 2009 van The Asylum met Jeremy London. De film werd uitgebracht als een direct-naar-video-film.
The terminators is een mockbuster, gemaakt met de intentie om mee te liften met het succes van de vierde film uit de Terminator reeks, Terminator Salvation,  en verscheen om die reden één maand voordat deze in première ging. De verhaallijn van The Terminators heeft echter meer weg van de film Westworld uit 1973 en de remake van de televisieserie Battlestar Galactica uit 2004 dan van de Terminator films.

## Verhaal
Een kleine groep vrijheidsstrijders, onder leiding van Sheriff Reed, bevecht de robots die de controle over de planeet Aarde hebben over genomen.

## Rolverdeling
| Acteur        | Personage              |
| ------------- | ---------------------- |
| Jeremy London | Kurt Ross              |
| A Martinez    | Sheriff Reed Carpenter |
| Paul Logan    | TR-4                   |
| Lauren Walsh  | Chloe                  |
| Sara Tomko    | Pallas                 |